# Olympische Sommerspiele 1964/Teilnehmer (Jamaika)
| Gelbes Symbol für Goldmedaillen mit stilisierten Olympischen Ringen | Graues Symbol für Silbermedaillen mit stilisierten Olympischen Ringen | Braundes Symbol für Bronzemedaillen mit stilisierten Olympischen Ringen |
| ------------------------------------------------------------------- | --------------------------------------------------------------------- | ----------------------------------------------------------------------- |
| —                                                                   | —                                                                     | —                                                                       |

Jamaika nahm an den Olympischen Sommerspielen 1964 in der japanischen Hauptstadt Tokio mit einer Delegation von 21 Sportlern, 17 Männer und vier Frauen, teil.

## Teilnehmer nach Sportarten

### Boxen
- John Elliott
Halbmittelgewicht: 17. Platz

- Ronald Holmes
Halbschwergewicht: 9. Platz

### Leichtathletik
- Pablo McNeil
100 Meter: Halbfinale
4 × 100 Meter: 4. Platz

- Lynn Headley
100 Meter: Halbfinale
4 × 100 Meter: 4. Platz

- Dennis Johnson
100 Meter: Viertelfinale
4 × 100 Meter: 4. Platz

- Laurie Khan
400 Meter: Halbfinale
4 × 400 Meter: 4. Platz

- Rupert Hoilette
400 Meter: Viertelfinale

- George Kerr
800 Meter: 4. Platz
4 × 400 Meter: 4. Platz

- Neville Myton
800 Meter: Vorläufe
1500 Meter: Vorläufe

- Patrick Robinson
4 × 100 Meter: 4. Platz

- Malcolm Spence
4 × 400 Meter: 4. Platz

- Melville Spence
4 × 400 Meter: 4. Platz

- Wellesley Clayton
Weitsprung: 19. Platz in der Qualifikation

- Carmen Smith
Frauen, 100 Meter: Halbfinale
Frauen, 80 Meter Hürden: Vorläufe
Frauen, 4 × 100 Meter: Vorläufe

- Una Morris
Frauen, 200 Meter: 4. Platz
Frauen, 400 Meter: Halbfinale
Frauen, 4 × 100 Meter: Vorläufe

- Adlin Mair
Frauen, 200 Meter: Vorläufe
Frauen, 4 × 100 Meter: Vorläufe

- Vilma Charlton
Frauen, 4 × 100 Meter: Vorläufe

### Schießen
- Tony Bridge
Freie Scheibenpistole: 51. Platz

### Segeln
- Barton Kirkconnell
Drachen: 23. Platz

- Earl Taylor
Drachen: 23. Platz

- Steven Henriques
Drachen: 23. Platz